# Desognaphosa halcyon
Desognaphosa halcyon là một loài nhện trong họ Trochanteriidae. Loài này phân bố ở Queensland.